# Mino Taricco
Giacomino Taricco detto Mino (Bra, 11 giugno 1959) è un politico italiano, parlamentare per il Partito Democratico dal 2013.

## Biografia
Nato a Bra, in provincia di Cuneo, e vive a Verzuolo ; è sposato e ha due figli. È proprietario di un'azienda agricola a Sant'Albano Stura, presso la quale ha un impianto di frutteti di pere e kiwi.
Nel 1980, dopo gli studi in agraria, diventa responsabile del personale e della lavorazione dei prodotti agricoli della Cooperativa F.A.C. di Fossano  ricoprendo, negli anni successivi, molti ruoli professionali: tra il 1985 e 1988 è infatti responsabile commerciale del settore industriale dell'Associazione Produttori Piemonte - Asprofrut di Cuneo, tra il 1989 e il 1993 assume prima l'incarico di amministratore delegato e successivamente quello di presidente della Cooperativa F.A.C, mentre tra il 1991 e il 1994 svolge gli incarichi di vicepresidente della Coldiretti di Cuneo e del Piemonte e presidente di Federsviluppo Piemonte. Oltre a ciò, è stato presidente di Confcooperative Cuneo dal 1993 al maggio 2004, presidente di Confcooperative Piemonte dal 1994 al 2000 e ha fatto parte del Consiglio di presidenza nazionale di Confcooperative con delega di responsabile organizzativo nazionale dal 2000 al 2004. Parallelamente a ciò, è da sempre attivo nel campo dell'animazione culturale giovanile e dell'associazionismo cattolico.

### Attività politica
Inizia l'attività politica durante gli anni '90, tra il 1990 e il 1995 ricopre la carica di Consigliere comunale a Sant'Albano Stura, suo paese di residenza. 
Negli anni successivi partecipa attivamente alla costituzione del PPI, de La Margherita e del Partito Democratico.
Alle elezioni regionali del 2000 è il primo dei non eletti nella lista "Centro per il Piemonte - Popolari" nella circoscrizione di Cuneo, il 19 maggio 2004 subentra in consiglio regionale del Piemonte. Rieletto in Consiglio regionale nelle consultazioni regionali del 3-4 aprile 2005 con oltre 8.000 voti (lista DL - La Margherita, Circoscrizione di Cuneo) ha dato le dimissioni dall'incarico il 28 aprile perché nominato assessore all'Agricoltura, Tutela della Fauna e della Flora della Regione Piemonte.
Nel 2009 si candida alla presidenza della Provincia di Cuneo, ma è battuto dal candidato del centro-destra in quota Lega Nord Gianna Gancia, al primo turno con il 54% dei voti contro il 30% di Taricco. Ricandidatosi al Consiglio Regionale con il PD nel 2010, è stato il più votato in provincia di Cuneo, ottenendo oltre 10.000 preferenze.

#### Elezione a deputato
Alle primarie di dicembre 2012 risulta il più votato in provincia di Cuneo e alle elezioni politiche del 2013 viene eletto alla Camera dei deputati, come capolista del Partito Democratico nella circoscrizione Piemonte 2.
Fa parte della Commissione agricoltura e della Commissione bicamerale per la semplificazione; di quest'ultima è anche stato eletto vicepresidente il 15 ottobre 2013..

#### Elezione a senatore
Alle elezioni del 2018 viene eletto senatore, nelle liste del Partito Democratico nella circoscrizione Piemonte. Resta in carica fino alla conclusione anticipata della legislatura nel 2022.